# راينهايم
راينهايم (اودنوالد) (بالألمانية: Reinheim) هي بلدة، مدينة و بلدة ألمانية تقع في ألمانيا في منطقة دارمشتات ديبورغ ‏. يقدر عدد سكانها بـ 17,433 نسمة .

## المدن التوأمة
مدن Cestas، ليكاتا و سانوك هي مدن توأمة لـراينهايم (اودنوالد).